# Le Bouclier (film, 1960)
Pour l’article homonyme, voir Le Bouclier.
Pour plus de détails, voir Fiche technique et Distribution.
Le Bouclier est un court métrage documentaire français réalisé par Georges Rouquier, sorti en 1960.

## Fiche technique
- Titre : Le Bouclier
- Réalisation : Georges Rouquier
- Assistant-réalisateur : Jean-Pierre Decourt
- Directeur de la photographie : Pierre Levent
- Musique : Patrice Sciortino
- Production : La Société Nouvelle Pathé Cinéma
- Pays d'origine :  France
- Durée : 26 minutes

## Distribution
- Louis Bugette
- Roger Fradet
- Alain Bouvette
- Bruno Balp
- Albert Dinan
- Arlette Gilbert
- Pierre Repp